# Ivan Mirković
Ivan Mirković je hrvatsko-američki matematičar školovan u Zagrebu i Salt Lake Cityju u okviru poznate zagrebačke škole teorije reprezentacija (koju su početkom 1970-tih osnovali Hrvoje Kraljević i Dragan Miličić), a sada redovni profesor na Sveučilištu Massachusetts u Amherstu (SAD). Ivan Mirković specijalist je iz teorije reprezentacija, a u svom radu koristi vrlo moderne matematičke metode iz niza matematičkih disciplina, kao što su homološka algebra, triangulirane kategorije i metode iz matematičke fizike. Ivan Mirković ima plodnu višegodišnju znanstvenu suradnju s nekoliko vodećih matematičara iz teorije reprezentacija, a posebno iz rusko-američke škole (učenici Beilinsona, Bernsteina i Kazhdana), te s Kari Vilonenom. Neki od njegovih rezultata s Vilonenom su vrlo relevantni za dalji razvoj geometrijskog Langlandsovog programa, te ih koriste i matematički fizičari, gdje je Langlandsov program postao nedavno vrlo popularan. Zajedno s Romanom Bezrukavnikovim riješio je veliki dio takozvanih Lusztigovih slutnji u geometrijskoj teoriji reprezentacija. Neki od njegovih radova objavljeni su u najprestižnijem svjetskom matematičkom časopisu Annals of mathematics. 
Domaća stranica Ivana Mirkovića: (http://www.math.umass.edu/~mirkovic)